# 理想の恋人.com
『理想の恋人.com』（りそうのこいびとドットコム 原題:Must Love Dogs）は、2005年のアメリカ合衆国のロマンス映画。クレア・クックの小説『理想の恋人』を原作とし、ゲイリー・デイヴィッド・ゴールドバーグが監督、脚本およびプロデューサーを担当している。

## ストーリー
幼稚園の先生サラは8か月前に離婚し、周囲の励ましもむなしく家に閉じこもりがちな日々を送っていた。
そんなある日、家族がサラの名前で恋人募集サイトに登録してしまった。その結果、多くの男性がサラのもとに来るが、やってくるのは変人ばかりだった。

## キャスト
| 役名         | 俳優                     | 日本語吹替     |
| ------------ | ------------------------ | -------------- |
| サラ         | ダイアン・レイン         | 塩田朋子       |
| ジェイク     | ジョン・キューザック     | 松本保典       |
| キャロル     | エリザベス・パーキンス   | 野沢由香里     |
| ビル         | クリストファー・プラマー | 小林修         |
| ボブ・コナー | ダーモット・マローニー   | てらそままさき |
| ドリー       | ストッカード・チャニング | 小宮和枝       |